# Confidenza
Pour plus de détails, voir Fiche technique et Distribution.
Confidenza est un film dramatique italien réalisé par Daniele Luchetti et sorti en 2024.
Il s'agit d'une adaptation du roman éponyme de Domenico Starnone paru en 2019.

## Synopsis
Pietro Vella est un professeur estimé dans un lycée de la banlieue de Rome. Parmi ses élèves se trouve la talentueuse Teresa. Après avoir obtenu son diplôme, Teresa décide de ne pas poursuivre ses études à l'université en mathématiques, mais de travailler dans un bar. Lorsque Pietro l'apprend, il va voir Teresa pour la faire changer d'avis en raison de son intelligence. Pietro réussit à la convaincre de reprendre ses études et une histoire d'amour naît entre eux. Un jour, ils s'avouent l'un à l'autre un secret qu'ils n'ont jamais confié à personne. Dès lors, Teresa prend ses distances et disparaît de la vie de Pietro. Quelques années plus tard, Pietro épouse sa collègue mathématicienne Nadia, une femme peu sûre d'elle qui cherche sa voie. Teresa, quant à elle, deviendra un nom et un prénom (Teresa Quadraro) connus dans le monde entier pour ses découvertes dans le domaine des mathématiques après avoir déménagé à Boston.

## Fiche technique
- Titre original italien : Confidenza[1]
- Réalisateur : Daniele Luchetti
- Scénario : Daniele Luchetti, Francesco Piccolo
- Photographie : Ivan Casalgrandi
- Montage : Aël Dallier Vega
- Musique : Thom Yorke
- Décors : Paolo Bonfini
- Production : Mauro Calevi, Daniel Campos Pavoncelli, Marco Cohen, Fabrizio Donvito, Benedetto Habib
- Société de production : Indiana Production (it), Vision Distribution (it), Ministère de la Culture, Film Commission Torino-Piemonte
- Pays de production :  Italie
- Langue originale : italien
- Format : couleurs - 2,39:1
- Durée : 136 minutes
- Genre : drame
- Dates de sortie :
  - Pays-Bas : 28 janvier 2024 (Festival du film de Rotterdam)
  - Italie : 24 avril 2024[2],[3]

## Distribution
- Elio Germano : Pietro Vella
- Federica Rosellini : Teresa Quadraro
- Vittoria Puccini : Nadia Labaro
- Pilar Fogliati : Emma Vella
- Isabella Ferrari : Tilde
- Elena Arvigo : Luisa
- Giordano De Plano : Itrò
- Luca Gallone : Franchino Gilara
- Bruno Orlando : Claudio Petrini